# Вне закона (Остаться в живых)
«Вне закона» (англ. Outlaws) — шестнадцатая серия первого сезона американского телесериала «Остаться в живых». Центральное место в серии уделено Сойеру.

## Сюжет

### Воспоминания
В детстве Сойер переживает трагедию, став свидетелем гибели обоих родителей. Однажды вечером мать прячет его под кроватью в детской комнате и говорит оставаться там, что бы ни случилось. Лежа на полу, он слышит из-за двери крики, затем раздается звук выстрела. Это его отец застрелил его мать. Потом в детскую входит его отец, садится на кровать, под которой затаился Сойер, и застреливается.
Проходят годы. Сойер, уже взрослый мужчина, приводит в свой номер в отеле подружку. Как только они начинают целоваться, оказывается, что в комнате в темном углу сидит кто-то третий. Этим человеком оказывается знакомый Сойера по имени Хиббс. Выставив девушку за дверь, Сойер набрасывается на Хиббса, припомнив, видимо, произошедшую между ними размолвку, но останавливаетсся, когда Хиббс рассказывает, что нашёл «настоящего Сойера». По утверждению Хиббса, он живёт в Австралии под именем Фрэнка Даккета.
Прибыв в Австралию, Сойер нелегально покупает револьвер, разыскивает Даккета — он работает продавцом креветок в закусочной на колесах, — однако в первый раз убить его не решается. Переживая из-за проявленной слабости, аферист отправляется в бар и напивается. Там он знакомится с Кристианом Шепардом, отцом Джека (хотя догадывается об их родстве только на острове). В разговоре Кристиан произносит фразу «вот почему Red Sox никогда не победят на мировом чемпионате» — эта присказка, по его мнению, как нельзя лучше иллюстрирует невозможность противостоять судьбе. Затем он рассказывает о ссоре с сыном и о том, как, несмотря ни на что, гордится им. Хотя Кристиан мог бы помириться с ним посредством простого телефонного звонка, он признаётся, что слишком безволен для столь решительного шага. Разговор с Кристианом придаёт Сойеру решимости, и он снова отправляется к Даккету. Аферист подкарауливает его ночью у мусорных баков и застреливает. Пока тот доживает последние минуты, он начинает читать Даккету письмо, которое написал ещё ребёнком и адресовал человеку, разрушившему его семью. Однако из предсмертных слов Даккета становится ясно, что он не имеет к настоящему Сойеру никакого отношения, а Хиббс просто решил отомстить ему чужими руками за просроченные долги. Таким образом Сойер, к своему ужасу, понимает, что застрелил невинного человека.

### События
Проснувшись ночью, Сойер видит, что в его палатке хозяйничает кабан. Он кидается за ним в джунгли, но тот быстро растворяется в темноте. Возвращаясь в лагерь, Сойер, как и Саид ранее, слышит в лесу шёпот. Наутро он принимается собирать свои вещи, приведенные в беспорядок во время нашествия кабана, и, услышав насмешки Саида, не оскорбляет его в ответ, а спрашивает, не слышал ли он в лесу голосов, когда убегал от француженки. Саид признает, что ему почудился шёпот, и Сойер не объясняет причину своего интереса. Тем временем Кейт возвращает Джеку пистолет и, узнав, что ещё один остался у Сойера, вызывается забрать его. В пещерах Клер предлагает Чарли прогуляться по пляжу, но Чарли должен сделать неприятную работу — похоронить убитого им Итана.
Затем Сойер снова слышит голоса в лесу, а потом из зарослей внезапно выскакивает кабан и сбивает его с ног, изваляв в грязи. Аферист приходит в ярость и решает отомстить. С пистолетом в руках он углубляется в лес и безрезультатно блуждает там, пока его не догоняет Кейт. Она предлагает помочь разыскать кабана в обмен на карт-бланш — Сойер должен по первому требованию отдать ей любую вещь из своих запасов. Аферист неохотно принимает её условие. Когда стемнело, они разжигают костёр и разбивают в лесу лагерь. Снабдив девушку спиртным, украденным из самолёта, он предлагает сыграть в «я никогда». Правила просты — игрок признаётся в чём-то, чего никогда не совершал, и если его партнёр не может этим похвастаться, он должен отпить алкоголя. Так выясняются некоторые эпизоды их прошлого, в частности тот факт, что Кейт была замужем, и что им обоим приходилось убивать человека. Утром они видят, что в их лагере опять побывал кабан, но растащил почему-то только пожитки Сойера. Затем на них натыкается Локк. Услышав о том, что случилось, он рассказывает поучительную историю из своего прошлого, о том, как в дом его приемной матери — вскоре после смерти её родной дочери, — забрела собака и до конца её жизни спала на кровати девочки. Кейт спрашивает, не вселился ли в собаку дух девочки, но Локк отвечает, что смысл истории в том, что в это верила его мать.
Тем временем Саид по просьбе Хёрли разговаривает с Чарли, который после гибели Итана становится нелюдимым и замыкается в себе. Чарли говорит, что не чувствует за собой никакой вины за убийство врага. В ответ Саид расскказывает ему о том, что, впервые убив человека, долгое время просыпался по ночам, пока в итоге не смог смириться с содеянным.
Между тем Кейт и Сойер находят детёныша кабана. Аферист, в ярости от утреннего происшествия, хватает его и начинает грубо трясти, чтобы привлечь таким образом его родителя. Кейт, испытывавшая отвращение к подобным низким приемам, заставляет Сойера отпустить животное и уходит, бросив его в лесу одного. Вскоре Сойер выходит на взрослого кабана. Он выхватывает пистолет, но в последнюю минуту вспоминает, как когда-то убил невиновного, и передумывает стрелять. Кейт наблюдает за этой сценой. На обратном пути он застаёт Джека за рубкой дров. Он отдаёт доку пистолет. Доктор спрашивает, что дала Кейт взамен Сойеру, на что тот отвечает, что ничего с чем не могла бы расстаться. Тогда Джек говорит фразу своего отца, «вот почему Red Sox никогда не победят на мировом чемпионате». Так Сойер понимает, что в баре в Сиднее он встретил отца Джека.